# Synoicum incrustatum
Synoicum incrustatum is een zakpijpensoort uit de familie van de Polyclinidae. De wetenschappelijke naam van de soort is voor het eerst geldig gepubliceerd in 1851 door Sars.